# 石津光恵
石津 光恵（いしづ みつえ、1914年4月16日 - 没年不明）は、日本の陸上競技（投擲）選手。女子円盤投・砲丸投の元日本記録保持者。山中高等女学校在学中、1932年ロサンゼルスオリンピックに円盤投とやり投で出場した。広島県初の女子オリンピック選手である。

## 経歴
現在の広島県廿日市市出身。山中高等女学校に進む:177。
1931年、日本陸上競技選手権大会の円盤投・砲丸投で優勝。1931年11月の明治神宮競技大会で、円盤投の日本記録を出したという:177。1931年には砲丸投で10.14mを出し、「10mの壁」を突破した。
1932年ロサンゼルスオリンピックに出場、円盤投で7位、やり投で8位。
山中高等女学校卒業後は、日本女子体育専門学校（現在の日本女子体育大学）に進学。1932年の日本陸上競技選手権大会円盤投・砲丸投を2連覇。
1933年4月の関東学生選手権では、円盤投で日本新記録（36.81m）、砲丸投で日本学生記録（10.25m）。1934年4月には美吉野運動競技場で開催された「女子オリンピック」砲丸投種目で10.71mの日本記録を更新した。
日本陸上競技選手権大会の円盤投種目は1934年まで4連覇した。円盤投では3回にわたり日本新記録を更新しており、1935年10月の東京都陸上競技選手権大会での39.64mが生涯最高記録となっている。

## 備考
- 女性パイロットの馬淵テフ子は円盤投選手から航空界に転じた人物であるが、馬淵がパイロットとして活躍した当時の過熱した報道では、オリンピック選考会で石津に敗れたために空を志した等と、ライバル関係が誇張して語られた（馬淵は選考会で3位であった）。